# Bjerganoa
Bjerganoaen (Bubalus quarlesi) er en lille bøffelart inden for de skedehornede pattedyr. Bjerganoaen lever i Indonesien og er nært beslægtet med lavlandsanoaen, som den undertiden regnes som en underart af.

## Udseende
Bjerganoaen bliver op til 150 cm lang og kan have skulderhøjde på 70 cm. Den uldagtige pels er mørkebrun eller sort. Begge køn har horn på 15-19 cm. Bjerganoaen adskiller sig udseendemæssigt fra lavlandsanoaen ved at mangle et hvidt mønster ved struben, mens den har tættere pels og kortere hale og horn.

## Levesteder
Den lever endemisk på den indonesiske ø Sulawesi samt den mindre naboø Buton. Dens habitat er skove, primært regnskove, i op til 2.300 m højde, og den foretrækker område, der ikke forstyrres af mennesker, og hvor der er adgang til vand.

## Levevis
Dyrene lever enkeltvis eller i par. De er mest aktive først på dagen, mens de hviler sidst på dagen, skjult i tæt bevoksning. Bjerganoaen er udelukkende planteæder og lever mest af græs, blade og mos.
Man kender ikke meget til deres forplantning. Drægtighedstiden er 275-315 dage, hvorpå hunnen normalt føder én kalv. Kalvene er i begyndelsen lysere end de voksne dyr.

## Trusler
Bjerganoaen trues først og fremmest af jagt og forandringer af levestederne. Populationen er nu om stunder fordelt på flere mindre områder, hvoraf en del er fredede. Ifølge IUCN's Rødliste anslås der at leve omkring 2.500 individer, og arten er dermed beskrevet som moderat truet.